# Laurentophryne parkeri
Laurentophryne parkeri es una especie de anfibio anuro de la familia Bufonidae. Es la única especie del género Laurentophryne y endémica de la región de Kivu en la República Democrática del Congo. Su hábitat natural son los montanos secos.